# 4-3-2-1 Hot & Sweet
4-3-2-1 Hot & Sweet war eine Fernsehsendung des ZDF von 1966 bis 1970 und wurde samstagnachmittags ausgestrahlt. Sie war die Vorgängersendung von Disco mit Ilja Richter. In die Sendung wurden internationale Popstars eingeladen. Von 1966 bis 1967 wurde sie in Schwarz-Weiß ausgestrahlt, ab 1968 ausschließlich in Farbe. Es gab 49 Folgen.

## Moderation
- Lotti Ohnesorge (1966–1967)
- Alf Wolf (1968)
- Suzanne Doucet und Ilja Richter (1969–1970)

Das ZDF beendete die Moderation mit Suzanne Doucet, als bekannt wurde, dass sie in der Schweiz mit Hits à Gogo eine ähnliche Sendung hatte.
Ilja Richter zählte vor jeder MAZ-Einspielung (sofern der Interpret nicht selbst anwesend war) „4-3-2-1“, dem Namen der Sendung entnommen.